# Ablerus similis
Ablerus similis är en stekelart som först beskrevs av De Santis 1948.  Ablerus similis ingår i släktet Ablerus och familjen växtlussteklar. Inga underarter finns listade i Catalogue of Life.